# Michael Helmrath
Michael Helmrath  (* 15. April 1954 in Wuppertal) ist ein deutscher Oboist und Dirigent. Er war 2016 bis 2022 als Generalmusikdirektor des Theaters Nordhausen / Loh-Orchesters Sondershausen tätig.

## Leben
Nach dem Studium der Fächer Oboe und Dirigieren an der Kölner Musikhochschule begann  Helmrath  zunächst eine Karriere als Oboist, die ihn als Solo-Oboist zu den Münchner Philharmonikern und Sergiu Celibidache führte, der ihn als Dirigent erkannte und förderte.
1989 gründete er das Philharmonische Kammerorchester München, bestehend aus den ersten Pulten der Münchner Philharmoniker mit einer eigenen Konzertreihe in der Philharmonie. 
Beim Schleswig-Holstein Musik Festival wirkte er bei der Orchesterakademie als Assistent von Dirigenten, z. B. bei Sergiu Celibidache, Leonard Bernstein, Yehudi Menuhin, Dmitri Kitajenko und Semjon Bytschkow, sowie als Dirigent des Festivalorchesters.
Von 2000 bis 2015 war er Generalmusikdirektor der Brandenburger Symphoniker, die unter seiner Leitung von der Zeitschrift „Opernwelt“ als „Orchester des Jahres“ nominiert wurden.
Neben dem klassischen Opern- und Konzertrepertoire setzt er sich auch mit zeitgenössischer Musik auseinander, zahlreiche Werke kamen unter seiner Leitung zur Uraufführung. Dazu liegen zahlreiche Rundfunk- und Fernsehmitschnitte sowie CD-Einspielungen vor.
Von der Spielzeit 2016/2017 bis 2021/2022 war Michael Helmrath als Generalmusikdirektor des Theaters Nordhausen / Loh-Orchesters Sondershausen tätig.
Michael Helmrath ist verheiratet und wohnt in Brandenburg an der Havel.

## Berufliche Stationen
Die Stationen sind beschrieben in:

### Positionen
- Solooboist bei den Münchner Philharmonikern
- 2000–2015: Generalmusikdirektor der Brandenburger Symphoniker
- 2016–2022: Generalmusikdirektor des Theaters Nordhausen / Loh-Orchesters Sondershausen

### Gastdirigate

#### Deutschland
unter anderem:
- Orchesterakademie Schleswig-Holstein-Musikfestival
- Sächsische Staatskapelle Dresden
- Dresdner Sinfoniker
- Rundfunksinfonieorchester Berlin
- Gürzenich-Orchester Köln
- Radio-Philharmonie Hannover
- Deutsches Kammerorchester Berlin
- Staatliche Philharmonie Halle
- Stuttgarter Philharmoniker
- Hessisches Staatsorchester Wiesbaden
- Nürnberger Symphoniker
- Thüringische Philharmonie
- Oper Köln
- Hessisches Staatstheater Wiesbaden

#### Ausland
unter anderem:
- Jerusalem Symphony Orchestra
- China National Orchestra Beijing
- Daejeon Philharmonic Orchestra
- Gwangju Symphonic Orchestra
- Orchestra Sinfonica Sanremo
- Kroatisches Nationaltheater Zagreb
- Rijeka Nationaltheater
- Ljubljana Festival
- Opernfestival Miskolc

## Diskographie
| Komponist                                           | Titel                                                         | Orchester                                                                          | Label                              |
| --------------------------------------------------- | ------------------------------------------------------------- | ---------------------------------------------------------------------------------- | ---------------------------------- |
| Johann Baptist Vanhal                               | Vier Sinfonien                                                | Philharmonisches Kammerorchester München                                           | Orfeo C 320 941 A                  |
| Leos Janácek                                        | Suite, Idyla und Adagio                                       | Philharmonisches Kammerorchester München                                           | Orfeo C 281 921 A                  |
| Werke von Yusupov, Kantscheli, Amirov und Terterjan | Musik aus Tadschikistan, Georgien, Aserbaidschan und Armenien | Dresdner Sinfoniker                                                                | ArteNova / BMG (2 CD) 74321 82556  |
| Ludwig van Beethoven                                | Klavierkonzerte Nr. 1 und Nr. 3                               | Carmen Piazzini Bayerische Kammerphilharmonie                                      | Gutingi 212                        |
| Ludwig van Beethoven                                | Klavierkonzerte Nr. 2 und Nr. 4                               | Carmen Piazzini Bayerische Kammerphilharmonie                                      | Gutingi 206                        |
| Ludwig van Beethoven                                | Klavierkonzert Nr. 5 2 Romanzen (arr.: Hummel)                | Carmen Piazzini, Klavier Radio-Philharmonie Hannover                               | Gutingi 213                        |
| L. Subramaniam                                      | Shanti Priya Double Concerto                                  | L. Subramaniam, ind. Violine Michael Marin Kofler, Flöte Brandenburger Symphoniker | duo-phon-records Best.-Nr. 11 02 3 |
| Rodrigo, Clerch, Walton, Strawinsky, de Falla       | Werke für Gitarre und Orchester                               | Joaquin Clerch, Gitarre Brandenburger Symphoniker                                  | duo-phon-records Best.-Nr. 11 01 3 |
| Daniel Schnyder                                     | u. a. SubZero                                                 | Stefan Schulz, Bassposaune Rundfunk-SInfonieorchester Berlin                       | BIS-CD-1774 EAN 7318590017746      |
| Antonín Dvořák                                      | Cellokonzert h-moll, Rondo, Waldesruh                         | Peter Bruns, Violoncello Staatskapelle Dresden                                     | hänssler classic 98.478            |
| Werke von Hiller, Prokofjew, Ramirez und Bat Chaim  | Concert for the Klezmer                                       | Giora Feidman, Klarinette Philharmonisches Kammerorchester München                 | BMG 883 388                        |
| Wilfried Hiller                                     | „Der Geigenseppel“ (nach Wilhelm Busch)                       | Peter Striebeck, Erzähler Bayerische Kammerphilharmonie                            | DGG 463 907-2                      |
| Jörg Widmoser / Duke Ellington                      | Orchesterwerke                                                | Jörg Widmoser (Violine) und Band Brandenburger Symphoniker                         | Pool 65993                         |
| Rainer Rubbert                                      | Kleist Oper (Live Mitschnitt)                                 | Brandenburger Symphoniker                                                          | duo-phon-records Best.-Nr. 11 03 3 |
| Ibert, Michat                                       | Werke für Saxophon und Orchester                              | Asya Fateyeva, Saxophon Brandenburger Symphoniker                                  | Genuin Best.-Nr. GEN 16401         |